# La Venus maldita
La Venus maldita és una pel·lícula coproducció de l'Argentina i Mèxic filmada en color dirigida per Alfredo B. Crevenna segons el guió de Rafael García Travesi sobre l'argument de Marcos Bronenberg que es va estrenar l'11 de maig de 1967 a Mèxic i no es va exhibir a l'Argentina. Va tenir com a protagonistes a Libertad Leblanc, Guillermo Murray, Héctor Godoy i Bertha Moss.

## Producció
Va ser rodada íntegrament al Perú, la majoria de les escenes a Lima i algunes en Ancón i Cuzco. Alfredo B. Crevenna, el nom veritable del qual era Alfredo Bolóngaro Crevenna va ser un prolífic director de cinema que va néixer a Frankfurt am Main, Alemanya el 22 d'abril de 1914, degué sortir del seu país amb l'ascensió del nazisme al poder, va continuar la seva carrera a Mèxic i va morir el 30 d'agost de 1996 en Mèxic D.F. arran d'un càncer.

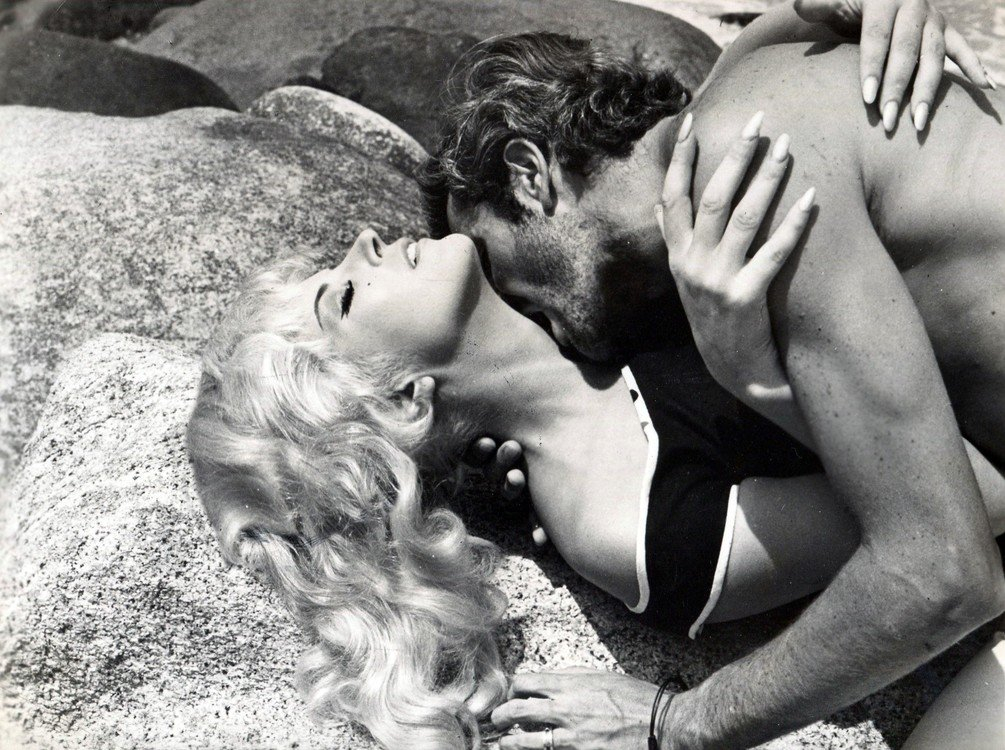
Libertad Leblanc i Guillermo Murray a la pel·lícula.

## Sinopsi
Després d'haver-se casat amb el jove milionari malalt al qual li toca cuidar, una infermera s'enamora del millor amic del seu marit i planegen matar-lo.

## Repartiment
Van intervenir en la pel·lícula els següents intèrprets:
- Libertad Leblanc
- Guillermo Murray
- Héctor Godoy
- Bertha Moss
- Luis Álvarez
- Edwin Mayer
- Alicia Maguiña
- Cuchita Salazar
- Los Golden Boys